# Bezirk Gyoma

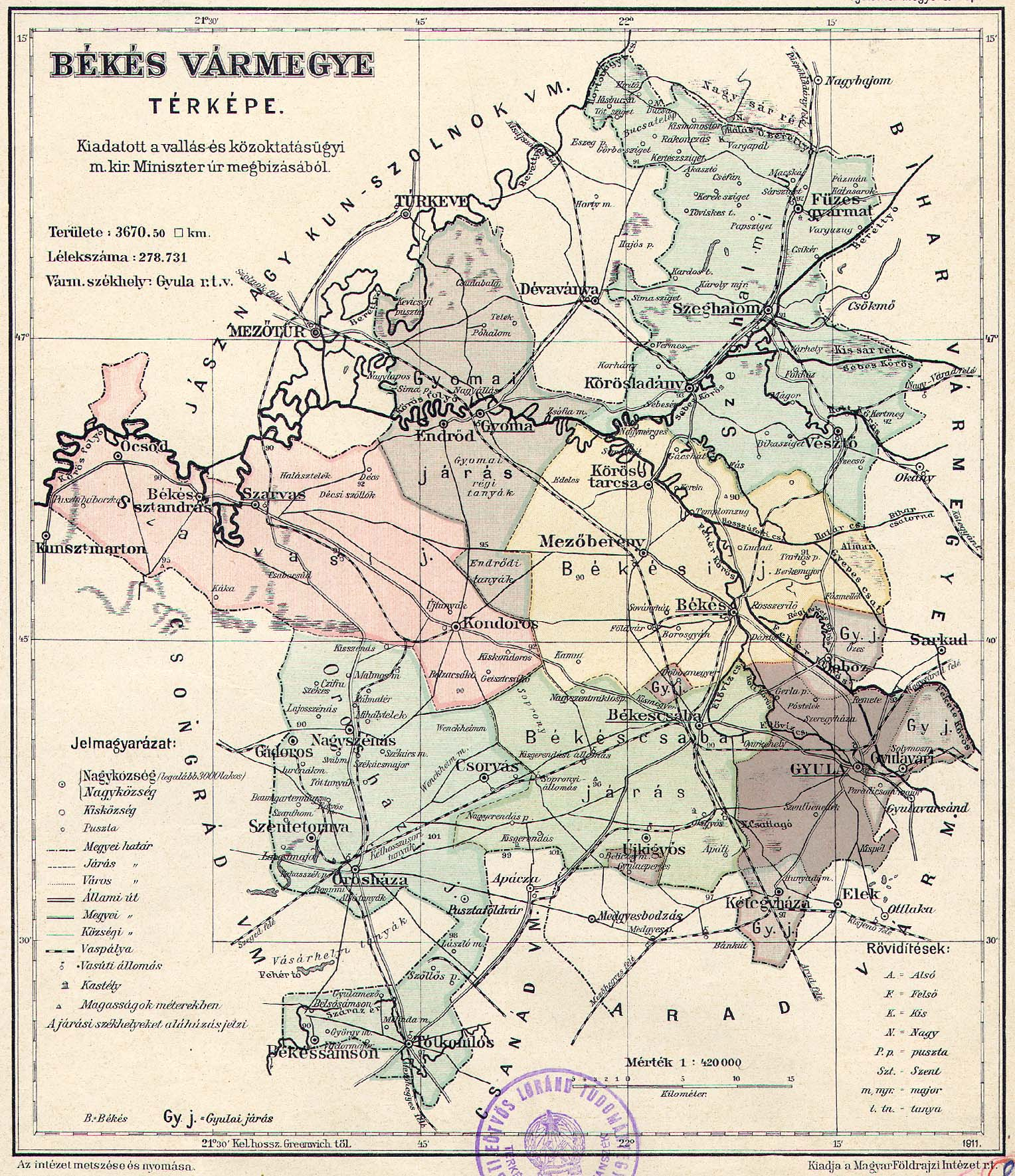
Bezirk Gyoma (hellgrau markiert) im Norden des Komitats Békés

Der Bezirk Gyoma (auch Stuhlbezirk Gyoma, ungarisch Gyomai járás) war eine ungarische Verwaltungseinheit im Komitat Békés. Der Bezirk Gyoma lag im nördlichen Teil des Komitats. Er grenzte im Südosten an den Bezirk Békés und im Südwesten an den Bezirk Szarvas. Der nördliche Teil des Bezirks war umgeben vom Komitat Jász-Nagykun-Szolnok. Die Landschaft des Bezirks war eben und geprägt durch den Fluss Körös, der den Bezirk von Osten nach Westen durchquert. Im nördlichen Teil des Bezirks verlief der Fluss Berettyó. Der Bezirk hatte im Jahr 1913 insgesamt 25.213 Einwohner. Der Verwaltungssitz befand sich in der Großgemeinde Gyoma. Der Bezirk wurde im Zuge der Verwaltungsreform 1950 zusammen mit dem Komitat Békés aufgelöst.

## Übersicht der Orte im Bezirk Gyoma (Stand 1913)
|               | Ortsname | Einwohnerzahl | Häuser | Fläche (Katastraljoche) |
| Großgemeinden | Endrőd   | 13.514        | 2.675  | 26.386                  |
|               | Gyoma    | 11.699        | 2.650  | 39.105                  |
|               |          |               |        |                         |
|               | gesamt   | 25.213        | 5.325  | 65.491                  |